# Ночь, когда приходил дьявол
«Ночь, когда приходил дьявол» (нем. Nachts, wenn der Teufel kam) — немецкая криминальная драма режиссёра Роберта Сиодмака, которая вышла в свет в 1957 году.
В основу сценария фильма, который написал Вернер Йорг Люддеке, положена реальная история. Фильм рассказывает о следователе криминальной полиции Германии Акселе Керстене (Клаус Хольм), который при расследовании убийства молодой женщины в Гамбурге в 1944 году выходит на след, а затем арестовывает умственно отсталого Бруно Людке (Марио Адорф), который на протяжении последних десяти лет совершил около 80 убийств в разных частях страны. Однако когда информация об этом деле доходит до руководства нацистской Германии, принимается решение скрыть тот факт, что на территории Германии действовал массовый убийца, из-за преступлений которого было ошибочно казнено несколько человек, так как это подрывало авторитет власти. В итоге убийцей молодой женщины приказано назвать её любовника, а Людке тихо уничтожить, скрыв все следы его существования. Когда Керстен пытается добиться оправдания невиновного, его отправляют на восточный фронт.
Фильм получил высокие оценки критики, отметившей интересный показ жизни немецкого народа внутри страны в последние годы Второй мировой войны, а также критический взгляд на порочность нацистского режима. Критики также отметили высокое качество операторской работы и хорошую игру большинства актёров.
В 1958 году фильм был номинирован на «Оскар» как лучший фильм на иностранном языке, а также завоевал девять кинопремий Германии в различных категориях.

## Сюжет
В Гамбурге летом 1944 года немолодой и непривлекательный нацистский чиновник Вилли Кун (Вернер Петерс) торжественно награждает группу из 32 немецких девушек за их ударный труд по сбору урожая, награждая каждую из них фунтом ржи и фунтом пшеницы. Затем женатый Кун направляется в местную таверну для встречи со своей любовницей, молодой официанткой Люси Хансен (Моника Джон). Поднявшись на второй этаж в комнату Люси, Кун дарит ей кусок ветчины, после чего пьёт шнапс и ласкает девушку. Он показывает ей свою руку без пальца, который случайно отрезал себе в детстве пилой, из-за чего его не направляют на фронт. Когда Люси спускается в подвал, чтобы взять себе вишен на десерт, начинается авианалёт. В подвале прячется Бруно Людке (Марио Адорф), физически сильный, умственно неполноценный грузчик, который ужинал в таверне. Он набрасывается на Люси, душит её, ломая шейный позвонок, после чего срывает с неё украшения и оттаскивает её тело обратно в комнату, а сам незаметно скрывается. Когда несколько минут спустя жилец дома заходит в комнату Люси, чтобы позвать её в укрытие, он видит труп девушки и пьяного, ничего не соображающего Куна. Вскоре Куна задерживают по подозрению в убийстве.
В Берлин с восточного фронта возвращается демобилизованный после ранения, хромой командир роты Аксель Керстен (Клаус Хольм). Ввиду резкой нехватки квалифицированных кадров его назначают комиссаром криминальной полиции под начало капитана Бёма (Вальтер Янссен). Рассуждая о том, что им приходится заниматься мелкими преступлениями в то время как люди на фронте гибнут тысячами, Бём направляет Керстена в Гамбург расследовать дело об убийстве Люси Хансен, в котором газеты открыто обвиняют Куна. Перед уходом Керстена Бём представляет его группенфюреру СС Россдорфу (Ханнес Мессемер), курирующему по линии гестапо криминальную полицию, который обещает помощь в расследовании. Отправившись после встречи в кафе, Керстен знакомится там с симпатичной Хельгой Хонунг (Аннемари Дюрингер), которая работает в канцелярии полицейского управления. Некурящий Керстен отдаёт ей свои талоны на сигареты, а затем предлагает помощь в поклейке обоев в её квартире. Тем временем Бруно, который вернулся из Гамбурга в Берлин, встречает на улице дочь своего босса, молодую блондинку Анну Хохман (Роуз Шеффер), которая приехала в Берлин с намерением поступить на курсы Красного Креста. Анна явно нравится Бруно, который рассказывает, что её отец платит ему мало, и потому он вынужден постоянно подрабатывать, помогая доставлять грузы в разные города страны. Зато благодаря подработкам у него всегда есть в достатке еда и одежда, после чего уговаривает Анну пойти с ним на танцы. Керстен приходит к Хельге клеить обои, где знакомится с её пьяным кузеном, майором ВВС Томасом Волленбергом (Карл Ланге), который только что прибыл с фронта. Во время поклейки Керстен обращает внимание на принесённое Хельгой с работы старое объявление о розыске убийцы, который в 1937 году задушил девушку, сломав ей шейные позвонки.
Бруно доставляет мешок картошки одной из клиенток фрау Лейман, где знакомится с интеллигентной еврейкой, фрау Вайнбергер (Маргарет Янен), которую супруги Лейман прячут в свое квартире от гестапо. Страдая от невозможности выйти на улицу и с кем-либо поговорить, фрау Вайнбергер усаживает Бруно за стол и угощает пивом и бутербродами. У Бруно возникает желание убить женщину, однако в этот момент неожиданно возвращается фрау Лейман, и он уходит. Тем временем полиция допрашивает Куна, назначенный адвокат которого явно не хочет вникать в суть дела и советует своему подзащитному признаться в убийстве и попытаться добиться смягчения наказания на том основании, что действовал в состоянии стресса. Однако Кун отказывается признавать себя виновным, заявляя, что у него нет мотива, и требует, чтобы адвокат занял в этом деле его сторону. Во время очередной встречи у Хельги за романтическим ужином, Керстен неожиданно заявляет, что всё понял. Он отрывает поклеенные им обои и отдирает от стены старое объявление о розыске убийцы, заявляя, что Люси стала жертвой серийного маньяка, который действует много лет, а задержанный Кун не виновен. Вскоре Керстена срочно доставляют в гестапо, где Россдорф хвалит его за то, что он почти раскрыл серию преступлений в разных городах. По словам Керстена, преступления можно объединить в одно дело, так как мотив и способ убийства во всех случаях один и тот же. Детектив полагает, что маньяком является физически сильный человек, который, скорее всего страдает психическими проблемами. Россдорф выделяет Керстену автотранспорт, спецаёк и людей, одновременно требуя, чтобы тот оперативно докладывал ему о ходе дела.
Бруно, которого дети во дворе обзывают дебилом, роется в своей каморке в деревянном ящике, который полон трофеями с предыдущих преступлений. Наконец, он достаёт из ящика женскую сумочку с деньгами, с которой направляется к Анне, снова приглашая её на танцы. На вопрос Анны, откуда он взял сумочку, Бруно заявляет, что нашёл её на скамейке в парке, после чего девушка требует, чтобы они немедленно отнесли сумочку в полицию. В местном полицейском участке, где Бруно хорошо знают как мелкого вора и преступника, которого однако нельзя привлечь к ответственности из-за его умственной неполноценности, с удивлением забирают сумочку, оформляя соответствующий протокол. Когда сумочка попадает в отдел Керстена, там быстро идентифицируют её как пропавшую вещь одной из жертв, после чего задерживают Бруно. Томас встречается с Хельгой, уговаривая её как можно скорее уехать в Швецию, где у них живут родственники. Керстен навещает Бруно в его каморке, убеждаясь в его огромной физической силе, после чего доставляет его в участок. На одном из первых же допросов Керстен заставляет Бруно сознаться в том, что он убил на протяжении более чем десяти лет 50 или 100 женщин по всей Германии. Бруно показывает место одного из преступлений, где полиция проводит следственный эксперимент и обнаруживает тело убитой женщины. В общей сложности Керстен устанавливает причастность Бруно к 80 убийствам. Россдорф доволен работой Керстена и направляется в Рейхсканцелярию, чтобы доложить о раскрытии под своим руководством крупного дела с множеством убийств. Кроме того, по словам Россдорфа, фюрер может использовать дело Бруно для продвижения закона о ликвидации психически неполноценных граждан. Рейхсканцелярия засекречивает дело, чтобы не признавать тот факт, что власти нацистской Германии на протяжении многих лет не могли поймать серийного убийцу. Кроме того, за это время несколько человек были ошибочно казнены за преступления, совершённые Бруно. И если эти факты станут достоянием общественности, это может негативно сказаться на вере немцев в незыблемость системы правосудия в нацистском государстве.
Керстен и Хельга встречаются дома, обдумывая планы возможной совместной жизни. Вдруг они слышат по радио сообщение о том, что суд в Гамбурге признал Куна виновным в убийстве Люси, и смертный приговор в его отношении будет приведён в исполнение в ближайшие дни. Керстен и Хельга немедленно едут в Гамбург, где встречаются с судьёй, который вёл дело. Из его кабинета Керстен звонит Россдорфу, который отвечает, чтобы тот прекратил вмешиваться не в своё дело. Однако Керстен для судьи представляет разговор так, что Россдорф разрешил передать суду засекреченные материалы, изобличающие в убийствах Бруно. По решению судьи, который сочувствует Керстену и выступает за верховенство закона, Куна выпускают из камеры смертников на свободу. Вскоре Керстена доставляют к Россдорфу, который требует забыть о Бруно, поскольку Третий рейх не может признать, что в стране столько лет орудовал серийный убийца. Далее Россдорф отчитывает Керстена за то, что тот нарушил его указания и заявляет, что если бы не его прыть, то Кун вскоре по-тихому был бы отправлен домой, а теперь его пришлось убить при попытке к бегству. Что же касается Керстена, то Россдорф мог бы его расстрелять, однако ввиду нехватки солдат решил направить его рядовым на восточный фронт. Он ещё раз требует от Керстена запомнить, что Бруно никогда не существовал. После ухода Керстена Россдорф просит принести ему дело Хельги. На вокзале Хельга приходит проститься с отбывающим на фронт Керстеном. Когда она уходит с вокзала, её находит Томас, который сообщает, что дома её ждёт гестапо, после чего уговаривает немедленно бежать в Швецию. Когда поезд уже трогается с места, Анна которая работает сестрой милосердия, заметив Керстена, спрашивает, что случилось с Бруно, на что Керстен отвечает, что никогда о таком не слышал. Согласно секретному документу гестапо, Бруно был без шума ликвидирован, и все следы его существования по возможности уничтожены.

## В ролях
- Клаус Хольм — комиссар криминальной полиции Аксель Керстен
- Аннемари Дюрингер — Хельга Хорнунг
- Марио Адорф — Бруно Людке
- Ханнес Мессемер — группенфюрер СС Россдорф
- Карл Ланге — майор Томас Волленберг
- Вернер Петерс — Вилли Кун
- Вальтер Янссен — криминальный советник Бём
- Петер Карстен — Моллвитц
- Вильмут Борелл — штурмфюрер СС Хайнрих, помощник Россдорфа
- Моника Джон — Люси Хансен, официантка
- Роуз Шафер — Анна Хохманн
- Лукас Амман — государственный защитник Куна
- Карл-Хайнц Петерс — смотритель здания

## История создания фильма
Выросший в Германии режиссёр Роберт Сиодмак после прихода нацистов к власти перебрался в США, где зарекомендовал себя признанным мастером жанра фильм нуар благодаря таким лентам, как «Леди-призрак» (1944), «Убийцы» (1946), «Винтовая лестница» (1946), «Крест-накрест» (1949) и многим другим. По словам киноведа Фернандо Кроче, «после многих лет создания искусных и стильных нуаровых триллеров в Голливуде, в 1950-е годы режиссёр отправился в Европу, предположительно, в поисках более высоких и чистых вещей, чем та текучка, которую он был вынужден делать в Америке».
Как пишет Деннис Шварц, «этот тревожный чёрно-белый немецкий фильм Сиодмак снял на основе реального материала». Как далее отмечает критик, «в этом фильме Бруно Людке сознаётся в том, что на протяжении 11 лет убил по всей Германии более 80 женщин. В реальности он убил несколько женщин в Гамбурге во время Второй мировой войны, используя метод удушения, показанный в фильме».
Первоначально появившись в английской версии как «Дьявол наносит удар ночью» (англ. The Devil Strikes at Night), фильм также выходил под названиями «Нацистский террор в ночи» (англ. Nazi Terror at Night) и «Ночи, когда приходил дьявол» (англ. Nights When the Devil Came).

## Оценка фильма критикой

### Общая оценка фильма
После выхода картины на экраны критик «Нью-Йорк Таймс» Говард Томпсон отметил, что благодаря «глубокому и острому сценарию Вернера Йорга Люддеке, хорошему актёрскому составу и беспокойно-тревожной операторской работе, Сиодмак искусно использует старую тему преследования преступника, чтобы показать зашатавшуюся Германию» незадолго до её краха. По мнению критика, благодаря «захватывающему драматическому решению» режиссёру удаётся показать «одно из самых необычных и парадоксальных преследований человека в нацистской Германии». При этом, по словам Томпсона, этот «дьявольски привлекательный» фильм «тянется как медленно пробуждающийся тигр. Он приседает, но, к сожалению, так и не прыгает». Картина сходит на нет как раз в тот момент, когда, кажется, должна нанести решающий удар. Тем не менее, по словам критика, «даже и без взрыва мистер Сиодмак восхитительно заложил динамит».
Деннис Шварц охарактеризовал картину как «жуткий детектив военного времени, который показывает то, что творили нацисты на своей собственной земле, извращая правосудие даже в среде собственных граждан ради продвижения своих безумных идей. Та бесцеремонность, с которой они обходятся с правосудием, сопоставима с их массовыми убийствами в концентрационных лагерях», а маньяк настолько же «безумен и хладнокровен в своих убийствах, как и нацисты». По мнению Шварца, «Сиодмак проделывает потрясающую работу, поддерживая плотность истории и показывая, насколько страшно жить в деспотичном месте, где свобода не имеет никакой ценности».
Фред Кемпер написал, что это «увлекательный фильм, который основан на реальной истории охоты на серийного убийцу в период нацистского режима. Когда его ловят, Гитлер лично приказывает казнить козла отпущения за последнее преступление, чтобы общественность не узнала о масштабе преступлений реального убийцы и не потеряла веру в правительство». Кемпер отмечает, что «Сиодмак привносит стильность американских нуаров в это тревожное слияние частных и государственных массовых убийств», а также демонстрирует своё визуальное мастерство, в частности, в сцене, когда убийца показывает одно из своих преступлений на месте.
По мнению обозревателя журнала TimeOut, этот фильм «не столь напряжённый, как голливудские нуары Сиодмака, и порой слишком хорошо знакомый в некоторых своих деталях (это и антинацистские ремарки следователя, и его хромота, и оргия в гестапо во время авианалёта)». Вместе с тем «фильм очень выигрывает от атмосферной операторской работы Краузе, который в том же году снимал фильм Стэнли Кубрика „Тропы славы“ (1957)».

### Некоторые тематические и художественные особенности фильма
По словам Томпсона, показ «различных немцев обеспечивают один из самых интересных и странным образом убедительных аспектов всей картины. За несколькими исключениями, они по-тихому скептически относятся к Гитлеру, устали от войны и наполовину ожидают поражения». Томпсон также отмечает, что некоторые сцены «великолепно поставлены с визуальной точки зрения». В частности, это сцена, когда «убийца с энтузиазмом заново показывает своё кровавое убийство в лесу», а также «самая пугающая и пронзительная сцена из всех, когда киллер приходит к нежной, испуганной молодой еврейской женщине, которую блестяще сыграла Роуз Шафер».
Шварц отмечает, что «Сиодмак приравнивает нацистская Германия к психически больному серийному убийце, и показывает, как обычные немцы вели каждодневную жизнь во время войны под командованием вездесущего Гестапо». По его словам, режиссёр «тратит больше времени на показ политической реальности того времени, чем на детективную историю. Жуткая история происходит в последние дни гитлеровского режима и фиксирует своё внимание на том, насколько продажной и безнравственной была нацистская система, где правосудие было лишь вопросом везения, а значимость человеческой жизни упала». Шварц также обращает внимание на то, что серийный убийца со своими неконтролируемыми позывами убивать очень похож на серийного детоубийцу в исполнении Питера Лорре в классическом триллере Фритца Ланга «М» (1931), но здесь «нет того драматизма и той вовлечённости общества» в происходящие события.
Как пишет Кроче, «сюжет невольно вызывает сравнения с „М“ (1931) Ланга, однако параллели не столь велики. Хотя оба режиссёра уходили корнями в экспрессионистский стиль UFA», однако в отличие от Ланга который к этому времени обратился к более строгому стилю, «Сиодмак по-прежнему полагается на зловещие тени и выразительные драматические ракурсы». По мнению киноведа, «иррациональный поток убийств Бруно противопоставляется концепциям методичного уничтожения и расового очищения, когда безжалостная нацистская логика обнажает куда более ужасающую человеческую деградацию, чем то сумасшествие, которое оно пытается уничтожить» в лице Бруно. Кроче отмечает, что «немецкий народ, представленный парой главных героев, не является ни образцом арийцев, ни сторонниками партии. Но это и не заговорщики, и не борцы с режимом, а беспомощные соучастники, которые пытаются выкарабкаться в системе, которая опирается на извращённые идеалы даже когда на них уже обрушиваются потолки их кабинетов». Хотя в фильме один раз упоминается Аушвиц и кратко показана молодая еврейская вдова в бегах, а также присутствуют обязательные декадентские чиновники СС, в целом фильм не столь сильно критикует поражённое раком общество". Более того, Сиодмак даже «с известной симпатией показывает несчастного козла отпущения, свиноподобного, умилительно блудливого офицера в исполнении Вернера Петерса».

### Оценка актёрской игры
Томпсон высоко оценил актёрскую игру в этом фильме. Он, в частности, отмечает Марио Адорфа, «коренастого мужчину с пронзительным взглядом», который «тихо ужасает в роли душителя». По словам критика, "все остальные актёры также единодушно первоклассны, среди них Ханнес Мессемер, мягкий шеф гестапо, и Вернер Петерс в роли пешки в его руках. То же касается Клауса Хольма, который играет порядочного военного ветерана и сыщика, то он «для человека, открыто презирающего партию, получает удивительную свободу действий». Однако «его роман со столь же порядочной молодой служащей Аннемари Дюрингер выглядит поверхностным».
По мнению Шварца, Ханнес Мессемер в роли «руководителя гестапо значительно более страшен, чем массовый убийца, а хороший полицейский Клаус Хольм выступает как интересный противовес коррумпированным и развращённым агентам гестапо». Критик полагает, что «актёрский дебют Марио Адорфа в роли Бруно был благоприятным, и он сильно сыграл свою роль, подобно тому, как это сделал Питер Лорре в „М“». Обозреватель TimeOut в свою очередь отмечает «Вернера Петерс в роли ещё одного из своих потных неудачников», а также Марио Адорфа в качестве серийного убийцы, «убогий болван в исполнении которого заметно отличается от учтивого преступного интеллектуала Ганнибала Лектера».

## Награды
В 1958 году фильм был номинирован на «Оскар» в категории «Лучший фильм на иностранном языке», а также завоевал девять кинопремий Германии, в том числе, как лучший художественный фильм. Лауреатами немецкой премии стали Роберт Сиодмак (лучшая режиссура), Вернер Йорг Люддеке (лучший сценарий), Ханнес Мессемер (лучший актёр в главной роли), Аннемари Дюрингер (лучшая актриса в роли второго плана), Вернер Петерс (лучший актёр в роли второго плана), Марио Адорф (лучший молодой актёр), Георг Краузе (лучший оператор), Рольф Зеетбауэр и Готфрид Вилл (лучшие художники-постановщики).